# Mordaciidae
La famiglia Mordaciidae comprende 3 specie di vertebrati acquatici privi di mascelle (Agnati), appartenenti al genere Mordacia. 

## Distribuzione e habitat
Due specie sono diffuse nell'emisfero australe, precisamente in Australia sud-orientale, mentre Mordacia lapicida è diffusa in Cile.

## Specie
Precedentemente questa famiglia era considerata una sottofamiglia dei Petromyzontidae.
- Mordacia lapicida
- Mordacia mordax
- Mordacia praecox